# Mats Brunell
Mats Birger Brunell, född 25 november 1954, är en svensk internetpionjär och IT-lobbyist. Han har varit involverad i många viktiga skeden inom den tidiga svenska internethistorien.

## Biografi
Tidigt i sin karriär arbetade Mats Brunell på datacentralen QZ bland annat med Sunet och X.25. Han blev sedan indragen i det nordiska programmet Nordunet som projektledare tillsammans med Einar Løvdal från Norge. Några år senare var Brunell med och startade initiativet Basnät -90 som hade till syfte att erbjuda internettjänster utanför det akademiska nätet Sunet. Basnät -90 blev sedermera Swipnet, Sveriges första kommersiella internetleverantör, och det var Mats Brunell som myntade namnet Swipnet. Han var även involverad i att skapa Swedish Network Users' Society (SNUS), en användarförening som hjälpte operatörerna med internetuppbyggnaden. När Mats Brunell arbetade på Swedish Institute of Computer Science kom han att bli drivande i det så kallade Siren-initiativet med start 1992. Initiativet arbetade med etablering av IT-forum runt om i landet och ledde senare till etableringen av den första IT-kommissionen.
Efter detta började Mats Brunell rikta sitt arbete mot politiker. Han menade att Sverige skulle kunna bli ett viktigt land för teknikutvecklingen och genom att använda internet skulle man kunna utveckla näringsliv och förbättra offentlig verksamhet och utbildning. Denna vision kom att utgöra underlaget till det som 1994 blev statsminister Carl Bildts uppmärksammade "IT-tal", vilket Brunell även spökskrev.
Vidare har Brunell anordnat workshops i internet för svenska ministrar och arbetat för KK-stiftelsen med att ordna datorer i svenska skolor. Under en period föreläste han om internet i skolor innan han började rikta in sig på att främja bredbandsanvändande. Mats Brunell grundade Internet Society i Sverige.
På senare år har han ägnat sig åt hållbar utveckling.